# The Best (álbum de David Lee Roth)
The Best es un álbum recopilatorio de David Lee Roth, publicado en octubre de 1997 por Warner Bros y Rhino Entertainment.

## Lista de canciones
1. «Don't Piss Me Off» – 4:28 (Brett Tuggle, Monty Byron, Jack White, Steve Hunter, Freebo)
2. «Yankee Rose» – 3:53 (David Lee Roth, Steve Vai)
3. «A Lil' Ain't Enough» – 4:45 (Roth, Robbie Nevil)
4. «Just Like Paradise» – 4:07 (Roth, Tuggle)
5. «Big Train» – 4:19 (Roth, Terry Kilgore, Preston Sturges, Joey Hunting)
6. «Big Trouble» – 4:01 (Roth, Vai)
7. «It's Showtime!» – 3:50 (Roth, Jason Becker)
8. «Hot Dog and a Shake» – 3:23 (Roth, Vai)
9. «Skyscraper» – 3:43 (Roth, Vai)
10. «Shy Boy» – 3:26 (Billy Sheehan, arranged by Roth)
11. «She's My Machine» – 3:57 (Roth, Byron, David Neuhauser)
12. «Stand Up» – 4:44 (Roth, Tuggle)
13. «Tobacco Road» – 2:30 (John D. Loudermilk)
14. «Easy Street» – 3:51 (Dan Hartman)
15. «California Girls» – 2:54 (Brian Wilson)
16. «Just a Gigolo/I Ain't Got Nobody» – 4:44 (Leonello Casucci, Irving Caesar) (Spencer Williams, Roger Graham)
17. «Sensible Shoes» – 5:10 (Dennis Morgan, Sturges, Roth)
18. «Goin' Crazy!» – 3:11 (Roth, Vai)
19. «Ladies' Nite in Buffalo?» – 4:02 (Roth, Vai)
20. «Land's Edge» – 3:14 (Roth, Kilgore)

### Descripción
- La canción 1 es una grabación nueva de 1997.
- Las canciones 14, 15 y 16 son del álbum Crazy from the Heat, 1985.
- Las canciones 2, 6, 10, 13, 18 y 19 son del álbum Eat 'Em and Smile, 1986.
- Las canciones 4, 8, 9 y 12 son del álbum Skyscraper, 1988.
- Las canciones 3, 7 y 17 son del álbum A Little Ain't Enough, 1991.
- Las canciones 5, 11 y 20 son del álbum Your Filthy Little Mouth, 1994.